# Metacausta
Metacausta is een geslacht van vlinders van de familie uilen (Noctuidae), uit de onderfamilie Acontiinae.

## Soorten
- M. punctilinea Wileman & South, 1916
- M. ustata Hampson, 1897